# M-40 (Spanje)

De M-40

De M-40

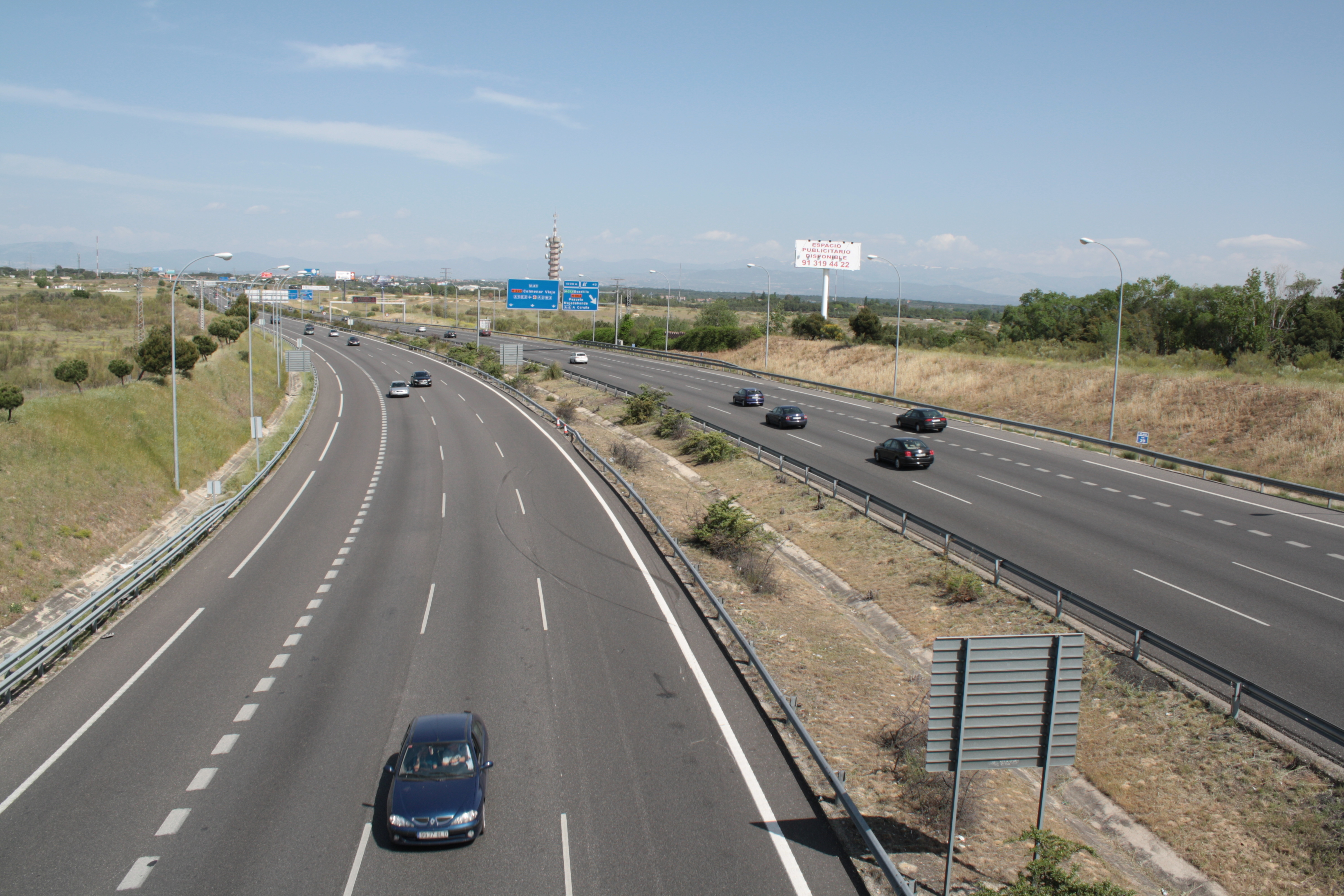
De M-40

De M-40 is een autopista in Madrid met een lengte van 61,1 kilometer. De snelweg vormt (net als de M-30, M-45 en M-50) een ringweg rond Madrid en verbindt onder andere de A-1, A-2, A-3, A-4, A-5, A-6, R-3, A-42, R-5   .